# Наркевич, Ярослав
Ярослав Наркевич (1 января 1962 года, Тракай, Литовская ССР) — литовский учитель, политический деятель польского национального меньшинства, депутат Сейма Литовской Республики в 2008—2020 годах, в 2019—2020 годах был министром транспорта и связи Литвы в правительстве Саулюса Сквернялиса.

## Биография
Родился 1 января 1962 года в Тракае.
В 1983 году окончил Вильнюсский педагогический институт. Работал учителем математики в школах в Солкениках (1983—1984) и Шкларах (1984—2002). В течение многих лет был директором средней школы в Шкларах (1987—2002).
Член Избирательной акции поляков Литвы. Руководитель отделения акции в Тракайском районе. Трижды избирался в состав районного совета Тракая (в 2000, 2002 и 2007 годах). Также руководит региональным отделением Союза поляков в Литве.
С 2002 года руководит отделом образования администрации самоуправления Вильнюсского района, а с 2007 года заместитель директора администрации Вильнюсского городского самоуправления.
На парламентских выборах 2008 года баллотировался в Сейм Литовской Республики от избирательного округа Вильнюс-Тракай, прошёл во второй тур, где опередил представителя Партии национального возрождения Александра Сахарука.
В 2011 году окончил университет имени Миколаса Ромериса и получил степень магистра государственного управления.
В 2012 году был переизбран в Сейм и стал одним из заместителей президента Сейма (первый поляк, занявший эту должность).
2 мая 2012 года по случаю дня Полонии был награждён лично президентом Польши Брониславом Коморовским офицерским крестом Ордена Заслуг перед Республикой Польша.
Владеет литовским, русским, польским и французским языками.
Женат. Жена Ирена. Две дочери — Каролина и Катажина.